# Tổ chức Bộ trưởng Giáo dục các nước Đông Nam Á
Tổ chức Bộ trưởng Giáo dục Đông Nam Á (tiếng Anh: Southeast Asia Ministers of Education Organization (SEAMEO)) là một tổ chức liên chính phủ của mười một quốc gia Đông Nam Á, được thành lập vào ngày 30 tháng 11 năm 1965 bởi Indonesia, Vương quốc Lào, Malaysia, Philippines, Singapore, Thái Lan và Việt Nam Cộng hòa khi đó. SEAMEO hướng tới mục tiêu thúc đẩy hợp tác trong giáo dục, khoa học và văn hóa ở khu vực Đông Nam Á. Chủ tịch SEAMEO hiện tại là Sonny Angara, Bộ trưởng Giáo dục hiện tại của Philippines .

## Thành viên
SEAMEO bao gồm 11 quốc gia thành viên, 6 thành viên liên kết và 8 thành viên liên kết.

### Các nước thành viên[4]
| Quốc gia    | Ngày kết nạp         | Nơi kết nạp                 | Chú thích                                      |
| ----------- | -------------------- | --------------------------- | ---------------------------------------------- |
| Brunei      | 16 tháng 2 năm 1984  | Pattaya, Thái Lan           |                                                |
| Campuchia   | 30 tháng 4 năm 1971  | Kuala Lumpur, Malaysia      |                                                |
| Indonesia   | 30 tháng 11 năm 1965 | Bangkok, Thái Lan           | Sáng lập viên                                  |
| Lào         | 30 tháng 11 năm 1965 | Bangkok, Thái Lan           | Sáng lập với chính thể Vương quốc Lào          |
| Malaysia    | 30 tháng 11 năm 1965 | Bangkok, Thái Lan           | Sáng lập viên                                  |
| Myanmar     | 16 tháng 2 năm 1984  | Bandar Seri Begawan, Brunei |                                                |
| Philippines | 30 tháng 11 năm 1965 | Bangkok, Thái Lan           | Sáng lập viên                                  |
| Singapore   | 30 tháng 11 năm 1965 | Bangkok, Thái Lan           | Sáng lập viên                                  |
| Thái Lan    | 30 tháng 11 năm 1965 | Bangkok, Thái Lan           | Sáng lập viên                                  |
| Đông Timor  | 22 tháng 3 năm 2006  | Singapore                   |                                                |
| Việt Nam    | 30 tháng 11 năm 1965 | Bangkok, Thái Lan           | Sáng lập viên với chính thể Việt Nam Cộng Hòa. |

### Các quốc gia thành viên liên kết
| Quốc gia       | Ngày kết nạp         | Nơi kết nạp          | Chú thích                                           |
| -------------- | -------------------- | -------------------- | --------------------------------------------------- |
| Australia      | 28 tháng 1 năm 1974  | Bangkok, Thái Lan    | Ngày 1 tháng 11 năm 1973, tiến hành trưng cầu dân ý |
| Canada         | 4 tháng 2 năm 1988   | Bali, Indonesia      |                                                     |
| Pháp           | 25 tháng 7 năm 1973  | Bangkok, Thái Lan    |                                                     |
| Đức            | 5 tháng 2 năm 1990   | Chiang Mai, Thái Lan |                                                     |
| Morocco        | 17 tháng 6 năm 2021  | Singapore            |                                                     |
| Na Uy          | 15 tháng 3 năm 2005  | Hà Nội, Việt Nam     | Rút lui ngày 22 tháng 7 năm 2009                    |
| Hà Lan         | 16 tháng 2 năm 1993  | Singapore            |                                                     |
| New Zealand    | 12 tháng 11 năm 1973 | Bangkok, Thái Lan    |                                                     |
| Tây Ban Nha    | 14 tháng 3 năm 2007  | Bali, Indonesia      |                                                     |
| Vương quốc Anh | 20 tháng 3 năm 2013  | Hà Nội, Việt Nam     |                                                     |

### Cơ quan liên kết
1. Trung tâm Giáo dục vì sự hiểu biết quốc tế Châu Á - Thái Bình Dương (APCEIU)
2. Hội đồng Giáo dục Quốc tế British Columbia (BCCIE)
3. Hội đồng Anh
4. Hiệp hội Giáo dục Trung Quốc về Trao đổi Quốc tế (CEAIE)
5. Hội đồng quốc tế về giáo dục mở và từ xa (ICDE)
6. Mạng lưới Đại học Một sức khỏe Đông Nam Á (SEAOHUN)
7. Đại học Giáo dục Hồng Kông
8. Đại học Tsukuba

## Hội đồng SEAMEO
Tính đến năm 2025, các thành viên của Hội đồng SEAMEO như sau:
- Chủ tịch: Sonny Angara (Bộ trưởng Giáo dục Philippines)
- Phó chủ tịch: Romaizah Mohd Salleh (Bộ trưởng Giáo dục Brunei)
- Thành viên: Hangchuon Naron (Bộ trưởng Bộ Giáo dục, Thanh niên và Thể thao Campuchia)
- Thành viên: Abdul Mu'ti (Bộ trưởng Bộ Giáo dục Tiểu học và Trung học Indonesia)
- Thành viên: Phout Simmalavong (Bộ trưởng Giáo dục và Thể thao Lào)
- Thành viên: Fadhlina Sidek (Bộ trưởng Giáo dục Malaysia)
- Thành viên: Nyunt Phay (Bộ trưởng Giáo dục Myanmar)
- Thành viên: Chan Chun Sing (Bộ trưởng Giáo dục Singapore)
- Thành viên: Permpoon Chidchob (Bộ trưởng Giáo dục Thái Lan)
- Thành viên: Dulce de Jesus Soares (Bộ trưởng Giáo dục, Thanh niên và Thể thao Đông Timor)
- Thành viên: Nguyễn Kim Sơn (Bộ trưởng Bộ Giáo dục và Đào tạo Việt Nam)

## Sự kiện
SEAMEO đã tổ chức Kỳ thi Olympic Toán học SEAMEO, một cuộc thi khu vực dành cho các nhà toán học trẻ. Ngoài ra còn có các hoạt động trao đổi sinh viên sư phạm giữa các nước trong khu vực và các nước liên kết.

## Chương trình chung
Năm 2014, SEAMEO công bố chương trình chung với Chính phủ Đức mang tên "Phù hợp với trường học", giai đoạn đầu kéo dài trong 3 năm sẽ tập trung vào vệ sinh cơ bản cho trẻ mẫu giáo và tiểu học, cải thiện cơ sở vệ sinh và đưa việc rửa tay và đánh răng vào trường học.
Giám đốc Trung tâm Giáo dục Cộng đồng Khu vực là Niane Sivongxay.